# 26195 Černohlávek
26195 Černohlávek là một tiểu hành tinh vành đai chính. Nó có độ lệch tâm quỹ đạo là 0.0559666 và chu kỳ quỹ đạo là 1208.5409198 ngày (3.31 năm).
Cabrera có độ nghiêng quỹ đạo 4.04902°.
Nó được phát hiện ngày 1 tháng 3 năm 1997 bởi Petr Pravec.
Nó được đặt theo tên Ivo Cernohlávek, người tiên phong về Internet ở Cộng hòa Séc.